# Szydłowo (Mazovie)
Pour les articles homonymes, voir Szydłowo.
Szydłowo (prononciation : [ʂɨˈdwɔvɔ]) est un village polonais de la gmina de Szydłowo dans le powiat de Mława de la voïvodie de Mazovie dans le centre-est de la Pologne.
Le village est le siège administratif (chef-lieu) de la gmina appelée gmina de Szydłowo.
Il se situe à environ 7 kilomètres au sud-est de Mława (siège du powiat) et à 104 kilomètres au nord de Varsovie (capitale de la Pologne).

## Histoire
De 1975 à 1998, le village appartenait administrativement à la voïvodie de Ciechanów.